# Дзюба Олег Андрійович
Олег Андрійович Дзюба (нар. 3 листопада 1952 в селі Старий Остропіль Старокостянтинівського району Кам'янець-Подільської, нині Хмельницької обл.) — український естрадний і камерний співак (ліричний баритон), педагог. Народний артист України. Лауреат пісенних премій, конкурсів, фестивалів. Професор Київського національного університету культури і мистецтв. Заслужений діяч культури Республіки Польща. Член правління Асоціації естрадних діячів мистецтва України.

## Життєпис
Народився 3 листопада 1952 року в селі Старий Остропіль Хмельницької області (Україна). Батько — Дзюба Андрій Леонтійович — кадровий військовий, ветеран війни, мати Савицька Яніна Юзефівна — директор школи.
Музичну школу закінчив у 1970.
Закінчив Рівненську філію Київського державного інституту культури (1970—1974), Навчався у Львівській державній консерваторії (1975—1977), В 1977 перевівся в Харківський інститут мистецтв, який закінчив в 1979 році, викладач Ю. Кулик.
У 1974—1975 — викл. Дубенського культурно-освітнього училища (Рівненська область);
1975–76 — артист хору та соліст вокально-інструментального ансамблю Прикарпатського військового округу;
1976–82 — художній керівник самодіяльних колективів Харківського фізико-технічного інституту;
1983–2014 — соліст Харківської філармонії;
від 2015 — професор Київського національного університету культури і мистецтв.

## Репертуар, дискографія, гастролі
У репертуарі — українські народні пісні, пісні та романси О. Вертинського, старовинні романси, пісні сучасних українських композиторів.
Випустив аудіоальбоми та компакт-диски:
- «Благословлю все, що було» (2001);
- «Українська пісня», «Зізнання», «Пісні та романси О. Вертинського» (усі — 2004);
- «Душі криниця», «Біля каміна», «Вибране» (усі — 2005);
- «Жива вода» (2008);
- "Черешні цвіт", "Пісні про кохання"  (усі — 2020);
- "Сучасний романс " (2021).

Має фондові записи на Українському радіо.
Гастролював у Німеччині, Франції, США, Китаї, Польщі, країнах Балтії, країнах СНД.

## Громадська діяльність
Член правління Асоціації діячів естрадного мистецтва України
Член журі Всеукраїнського фестивалю сучасної естрадної пісні «Пісенний вернісаж» (2017)

## Відзнаки
- Народний артист України (2010);
- Заслужений артист України (1996);
- Лауреат Республіканського конкурсу «Славлю мою Батьківщину» (Київ, 1985);
- Лауреат Всесоюзного телеконкурсу «Товариш пісня» (Москва, 1986);
- Лауреат фестивалю «Пісенний вернісаж» (Київ, 1989, 1990, 1995);
- Заслужений діяч культури Республіки Польща (2010)
- Лауреат Міжнародних та Всеукраїнських конкурсів: "Рідна мати моя", "Прем'єра пісні", "Осіннє рандеву" (2013—2021)